# Débora Bloch
Débora Bloch (née le 29 mai 1963) est une actrice brésilienne. Elle est connue dans son pays pour avoir joué dans des telenovelas comme Cambalacho, Salsa e Merengue, A Lua Me Disse, Caminho das Índias, Cordel Encantado, Avenida Brasil ou encore Sete Vidas. 

## Biographie
Bloch est née à Belo Horizonte, dans le Minas Gerais au Brésil. Elle est la fille de l'acteur Joans Bloch et est descendance d'immigrés juifs ukrainiens.

## Filmographie partielle
- Bossa Nova (2000)
- India – A Love Story (2009)
- Adrift (2009)
- Treze Dias Longe do Sol (2018)